# 章月心
章月心（1645年3月12日—1703年4月27日），童名思真鶴金，號月心，是琉球國第二尚氏王朝君主尚貞王之元配王妃，並擔任第二尚氏王朝第六代聞得大君。她出身章氏佐久真殿內，是二世章世勳（宜野灣親方正信）之女，有一姊章涼月嫁伊江御殿四世向嘉續（伊江按司朝敷）為妻 。她與尚貞王育有兩子，長子尚純立為世子，但未及即位而逝，追尊為王；次子尚經（豐見城王子朝良）。
1677年，她繼任為第六代聞得大君。這一年，琉球在齋場御嶽第一次舉行「下御新」（御新下り）這種聞得大君的就職儀式。聞得大君遙領知念間切總地頭職，知念間切的祝女在就職儀式上向其獻上神號「月心」。